# أولاد بويغرومن (مشرع حمادي)
أولاد بويغرومن هي إحدى مشيخات المملكة المغربية، تتبع جغرافيا لإقليم تاوريرت وإداريًا لمشرع حمادي. يقدر عدد سكانها بـ 830 نسمة حسب الإحصاء الرسمي للسكان والسكنى لسنة 2004.